# Meleoma powelli
Meleoma powelli är en insektsart som beskrevs av Catherine A. Tauber 1969. Meleoma powelli ingår i släktet Meleoma och familjen guldögonsländor. Inga underarter finns listade i Catalogue of Life.